# Karl von Müffling genannt Weiß (Landrat)
Heinrich Wilhelm Karl Freiherr von Müffling genannt Weiß (* 16. Februar 1834 in Münster; † 29. Juli 1901 auf Ringhofen) war ein deutscher Verwaltungsbeamter und Rittergutsbesitzer.

## Familie
Karl von Müffling stammte aus dem Adelsgeschlecht Müffling. Er war der ältere Sohn des Geheimen Regierungsrates in Erfurt Eduard von Müffling (1801–1887) und seiner Frau Hedwig, geb. von Bernstorff (1805–1883).  Seine Großväter waren der preußische Generalfeldmarschall Karl von Müffling und Graf Ernst von Bernstorff auf Wedendorf. Sein jüngerer Bruder war der Landrat und Polizeipräsident Wilhelm von Müffling.

## Leben
Von Müffling studierte an der Universität Bonn Rechtswissenschaften. 1856 wurde er Mitglied des Corps Hansea Bonn. Nach dem Studium trat er in den preußischen Staatsdienst ein. 1864 wurde er Landrat des Landkreises Erfurt. Nach 36 Jahren schied er 1900 aus dem Amt aus. Seitdem konzentrierte er sich nur noch auf die Verwaltung seiner Güter. Bereits im folgenden Jahr starb er auf seinem Rittergut Ringhofen.

## Familie
Karl von Müffling genannt Weiß heiratete 1868 Agnes von Kotze (* 27. August 1846 in Rathenow; † 13. Mai 1917 in Erfurt). Sie hatten die Töchter Hedwig (* 1870; † 1945), Maria (* 1873; † 1943) und Luise (* 1883), sowie die Söhne Wilhelm (* 1869; † 1953), Werner (* 1871; † 1946) und Karl (* 1879; † 1944).